# Prosté zobrazení

Prosté zobrazení

Prosté zobrazení (injektivní zobrazení, zkráceně injekce) je typ zobrazení mezi množinami, které různým vzorům přiřazuje různé obrazy. Nestane se tedy, že by jeden obraz měl několik různých vzorů a jeden vzor více obrazů. K prostému zobrazení existuje inverzní zobrazení. Na rozdíl od surjekce (zobrazení na) mohou existovat prvky cílové množiny, které nemají svůj vzor. V anglické literatuře je prosté zobrazení často označováno one to one (jedna k jedné).

## Definice
Zobrazení {\displaystyle f\colon X\rightarrow Y} nazýváme prosté (injektivní), jestliže platí implikace:
{\displaystyle \forall (x_{1},x_{2}\in X):(x_{1}\neq x_{2})\Rightarrow (f(x_{1})\neq f(x_{2}))},
někdy se uvádí ekvivalentní definice s implikací v kontrapozici:
{\displaystyle \forall (x_{1},x_{2}\in X):(f(x_{1})=f(x_{2}))\Rightarrow (x_{1}=x_{2})}.

## Značení
Pro prosté zobrazení se někdy používá upravený symbol šipky mezi množinami: {\displaystyle f:X\rightarrowtail Y}[zdroj?] nebo {\displaystyle f:X\hookrightarrow Y} namísto zápisu dále nespecifikovaného zobrazení:{\displaystyle f:X\rightarrow Y} .

## Příklady
- Lineární zobrazení je prosté, právě když determinant odpovídající transformační matice je nenulový.
- Reálná funkce {\displaystyle f(x)=2x+1} je prostá, protože pokud {\displaystyle f(x)=f(y)}, platí i {\displaystyle 2x+1=2y+1}, tedy {\displaystyle x=y}.
- Reálná funkce {\displaystyle g(x)=x^{2}} není prostá, neboť např. {\displaystyle g(-1)=g(1)}. Pokud ale funkci {\displaystyle g} omezíme na interval {\displaystyle \langle 0,\infty )}, je {\displaystyle g} prostá.
- Reálné funkce {\displaystyle e^{x}} a {\displaystyle \ln x} jsou prosté.
- Periodické funkce obecně nejsou prosté (prosté jsou, pokud je omezíme na interval délky jedné periody nebo půlperiody).
- Cyklometrické funkce jsou definovány jako inverzní ke goniometrickým na intervalu jedné periody, tudíž prosté jsou.
- Každá ryze monotónní funkce (tj. rostoucí nebo klesající) je prostá.
- Sudá funkce nemůže být prostá.
- V teorii pravděpodobnosti distribuční funkce je prostá, ale hustota pravděpodobnosti náhodné veličiny prostá není.